# Place de la Libération (Vannes)
Pour les articles homonymes, voir Place de la Libération.
La place de la Libération est une place publique de Vannes (Morbihan), située à l'ouest du centre-ville.

## Localisation
La place de la Libération a une superficie d'environ un hectare. Elle forme un quadrilatère à mi-chemin entre le centre historique et le quartier de la Madeleine.

## Histoire
La place occupe l'emplacement du cimetière de l'ancienne chapelle Saint-Michel, qui existait déjà au XIIIe siècle. Endommagée par une tempête en 1706, la chapelle fut démolie en 1743 et les ossements du cimetière transférés dans celui de la chapelle Notre-Dame-des-Lices, sur la place des Lices.
En 1748, les religieuses de la Visitation acquirent le terrain ainsi libéré et en firent un verger. Celui-ci fut aliéné à la Révolution et acheté en 1822 par la ville, qui y installa la foire aux bestiaux. La nouvelle place publique prit le nom de «champ de foire».
En 1850, le champ de foire bénéficia de travaux d'agrandissement et de rectification de ses limites. La place fut nivelée, la terre déblayée et un réservoir d'eau construit. Peu après, on décida d'y établir une gendarmerie et d'y bâtir une nouvelle préfecture. Seul le premier projet fut réalisé, en 1859. Il s'agit de la caserne Guillaudot.
En 1964, pour célébrer le vingtième anniversaire de la Libération, le champ de foire prit le nom de «place de la Libération».

## Activités
- Caserne Guillaudot
- Gare routière des Transports interurbains du Morbihan (TIM)
- Station Vélocéa
- Parking
- Hôtels